# Cuanhama
Cuanhama és un municipi de la província de Cunene. Té una extensió de 20.255 km² i 360.491 habitants. Comprèn les comunes d'Ondjiva, Môngua, Evale, Nehone i Chimpolo. Limita al nord amb el municipi de Cuvelai, a l'est amb el municipi de Menongue, al sud amb el municipi de Namacunde, i a l'oest amb el municipi d'Ombadja.